# 뱁스 올루산모쿤

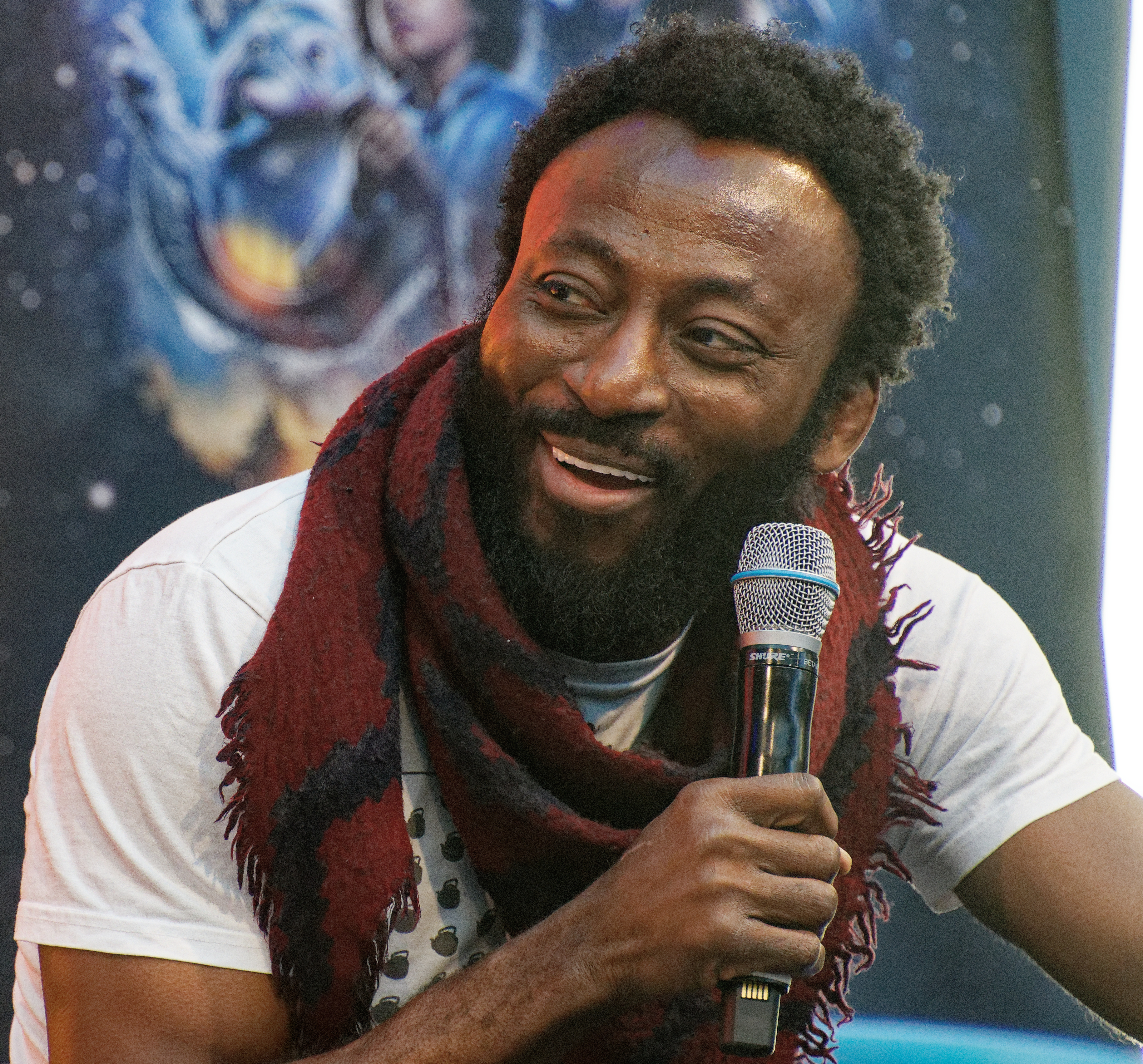

뱁스 올루산모쿤(Babs Olusanmokun, 1984년 9월 18일 ~ )은 나이지리아의 영화배우, 연극 배우, 텔레비전 배우이다.
라고스에서 태어났다.

## 영화
- 캐시트럭 (2021년) - 모기 역
- 웨어 이즈 키라? (2017년)
- 쉘터 (2014년)
- 마더 오브 조지 (2013년)
- 포니스 (2011년) - 켄 역